# Bogdan Stevanovic
Bogdan Stevanovic (nacido en 1988) es un empresario e inversor británico nacido en Croacia. Es conocido por fundar e invertir en varias empresas de tecnología en toda Europa.

## Primeros años y carrera
Stevanovic nació el 30 de junio de 1988 en Pola, Croacia, y creció en Italia. Vivió en Asia y el Reino Unido con empresas activas en varios países europeos.
Stevanovic comenzó su carrera como director técnico en Evevo, una empresa de marketing con sede en Londres. En 2011, cofundó Booking Boosters en Savona, Italia. En 2017, fundó Aquare, una empresa de medios digitales con sede en Londres, Reino Unido, y se ha desempeñado como su director general. En 2018, creó y lanzó su primer producto Saas, Omotenashi, dirigido a la industria de viajes y hotelería en Italia. En 2019, lanzó Omniboard, su segundo SaaS destinado a resolver la creciente necesidad de lo digital en la industria de relaciones públicas. También es el director ejecutivo de Disrupt Group, una organización dedicada a elevar el perfil de la región del Sudeste de Europa en todo el mundo.